# Heinrich Eduard Scriba
Heinrich Eduard Scriba, vollständig Ludwig Heinrich Wilhelm Eduard Scriba, (* 8. Oktober 1802 in Darmstadt; † 3. Dezember 1857 in Nieder-Beerbach) war ein deutscher evangelischer Pfarrer und Historiker.

## Leben
Scriba wurde 1802 als Sohn des geheimen Staatsrats und Sektionschef im hessischen Kriegsministerium Johann Georg Scriba (1769–1826) und Marie Scriba, geborene Bonhardt, Tochter des Pfarrers J. P. Bonhardt in Gundernhausen, in Darmstadt geboren. Von Pfingsten 1812 bis Herbst 1821 besuchte er, durch Krankheit unregelmäßig, das Gymnasium in Darmstadt. Bereits für den geistlichen Stand bestimmt, entschied er sich selbst erst durch einen Vortrag über Enzyklopädie und Methodologie von Ernst Zimmermann im Wintersemester 1819/20 und studierte von 1821 bis 1824 Evangelische Theologie an der Ludwigs-Universität Gießen, bei Johann Ernst Christian Schmidt, Christian Gottlieb Kühnöl, Karl Christian Palmer, Ludwig Adam Dieffenbach, Heinrich Friedrich Pfannkuche und Eduard Friedrich Schulz sowie den Dozenten Seebold, Hillebrand, Nebel, Zimmermann und Rumpf.
1824 bestand er das Fakultätsexamen (1. Staatsexamen) und kehrte nach Darmstadt zurück, wo er Studien zum Alten und Neuen Testament betrieb, Hebräisch-Unterricht erteilte und 1825 das Definitorialexamen absolvierte. Mit K. Bernhard, Friedrich Hesse, Ernst Ludwig August Huth (1804–1874) und Ernst Ludwig Ritsert (1800–1843) schloss er sich zu einem theologischen Verein zusammen. Eine aus diesem hervorgegangene Lesegesellschaft für die Kandidaten des Predigtamtes leitete er über fünf Jahre. Von 1826 bis 1827 wirkte er als Religionslehrer an der Mädchen-Freischule in Darmstadt und an der Privatschule seines Freundes Johann Wilhelm Ernst Wägner. Anschließend übernahm er zusammen mit seinem Freund Friedrich August Schäffer diese Unterrichtsanstalt und eine weitere des Johann Wilhelm Heyer. Im Herbst 1829 vereinigten sie ihre Schule mit K. Heumann, K. Lanz und A. Weiß zu einer allgemeinen Vorbereitungsschule für Gymnasium und Realschule.
Nach einer kurzen Tätigkeit als Vikar zu Seeheim verwaltete er ab Juli 1833 die Pfarrei Hahn und das Diakonat Pfungstadt, bis er am 24. Juni 1836 als Pfarrer in Messel angestellt wurde. Dort heiratete er Karoline Hill (1817–1875), Tochter des Johann Peter Hill, Pfarrer in Pfungstadt. Als Kinder dieser Ehe werden genannt: (1) Gustav (1837–1884), Landgerichtsrat; (2) Eduard (1840–1900), Landgerichtsdirektor in Darmstadt, und (3) Maximilian (1846–1904), Oberlandesgerichtsrat.
Am 6. Mai 1850 wurde Scriba zum Pfarrer zu Niederbeerbach ernannt. Durch ein Nervenleiden, in Verbindung mit Schlaganfällen, starb er dort 1857.
Scriba betätigte sich als Landeshistoriker und war 1862 Gründungsmitglied des Historischen Vereins für das Großherzogtum Hessen sowie Mitglied des Literarischen Vereins zu Darmstadt. Außerdem war er Ehren- oder korrespondierendes Mitglied der historischen Vereine zu Kassel, Dresden und Würzburg sowie des Geographischen Vereins zu Darmstadt. Die Ehrendoktorwürde einer Philosophischen Fakultät erhielt er 1844 (Dr. phil. h. c.).
Heinrich Eduard Scriba war der Pate des Vormärz-Revolutionärs Eduard Scriba (1808–1837).

## Veröffentlichungen (Auswahl)
Scriba veröffentlichte Abhandlungen, Aufsätze und Biographien, u. a. in: K. Kieser, J. J. Kromm (Hrsg.): Concordia. Kirchenzeitung für Katholiken und Protestanten. Jäger, Frankfurt a. M. 1827. Neuer Nekrolog der Deutschen. Bernhard Friedrich Voigt, Ilmenau. Leipziger Literaturzeitung. Breitkopf & Härtel, Leipzig 1829, 1830. Friedrich Hild (Hrsg.): Hessische Blätter. Beiträge zur Unterhaltung und Belehrung. Darmstadt. Johann Christian von Hellbach: Adels-Lexikon. 1825/26. Johann Georg Meusel: Das gelehrte Teutschland oder Lexikon der jetzt lebenden teutschen Schriftsteller. Verlag der Meyerschen Buchhandlung, Lemgo 1822.
- Reden bei der Feier des Veteranenfestes am 11. Febr. 1844 zu Messel, in: Karl Zimmermann (Hrsg.): Die Sonntagsfeier. Wöchentliche Blätter für Kanzelberedsamkeit und Erbauung. Nr. 26., 24. März 1844. Verlag von Karl Wilhelm Leske, Darmstadt und Leipzig, S. 401–415.
- Beiträge zur Ortsgeschichte, in: Archiv für hessische Geschichte und Alterthumskunde 6, 1849, S. 103–133.
- Grabdenkmäler aus dem literarischen Nachlaß des Georg Helwich, weiland Vicar zu St. Martin in Mainz, in: Archiv für hessische Geschichte und Alterthumskunde 8, 1855, S. 291–345.
- Genealogische Uebersicht der Familie Scriba, 1819, Neubearbeitung 1824.
- Statuten der neuen theologischen Lesegesellschaft zu Darmstadt nebst nachträglichen Nachrichten über diesen Verein. Darmstadt 1826, 1829.
- Nachrichten von einer neuerrichteten Privatunterrichtsanstalt für die männliche Jugend zu Darmstadt. Darmstadt 1829.
- Lateinisch-Teutsches Wörterbuch zum Gebrauch in höheren Bürger- und Elementarschulen  (mit K. Zimmermann). Leske, Darmstadt 1831.
- Biographisch-literarisches Lexikon der Schriftsteller des Großherzogthums Hessen im ersten Viertel des neunzehnten Jahrhunderts, 2 Bände, Leske, Darmstadt 1831–1841.
- Regesten der bis jetzt gedruckten Urkunden zur Landes- und Ortsgeschichte des Großherzogtums Hessen. 5 Bände, Darmstadt 1847–1860.
- Geschichte der ehemaligen Burg und Herrschaft Frankenstein und ihrer Herrn. Darmstadt 1853.